# Стинка (Тулча)
Стинка (рум. Stânca) — село у повіті Тулча в Румунії. Входить до складу комуни Касімча.
Село розташоване на відстані 176 км на схід від Бухареста, 63 км на південний захід від Тулчі, 69 км на північний захід від Констанци, 78 км на південь від Галаца.